# Lucía Caramés
Lucía Caramés (Madrid, 19 de mayo de 1982) es una compositora y cantante madrileña.

## Biografía
Con quince años graba su primera maqueta y desde entonces se ha dedicado principalmente a la composición, componiendo para Pasión Vega, Malú y María Jiménez. El Sencillo “Miénteme” de Pasión Vega es composición suya, llegando a estar colocado en las listas de súper ventas.
En 2008 se decide a iniciar carrera como cantante interpretando sus propias canciones, actuando en salas como la entrañable Sala Galileo de Madrid.
En 2009, bajo el sello Movistar, Lucía comenzó a editar su primer disco “La niña de la teta”, el cual lanzó en 2010. Este consta de 11 canciones. 